# Iljoesjin Il-80

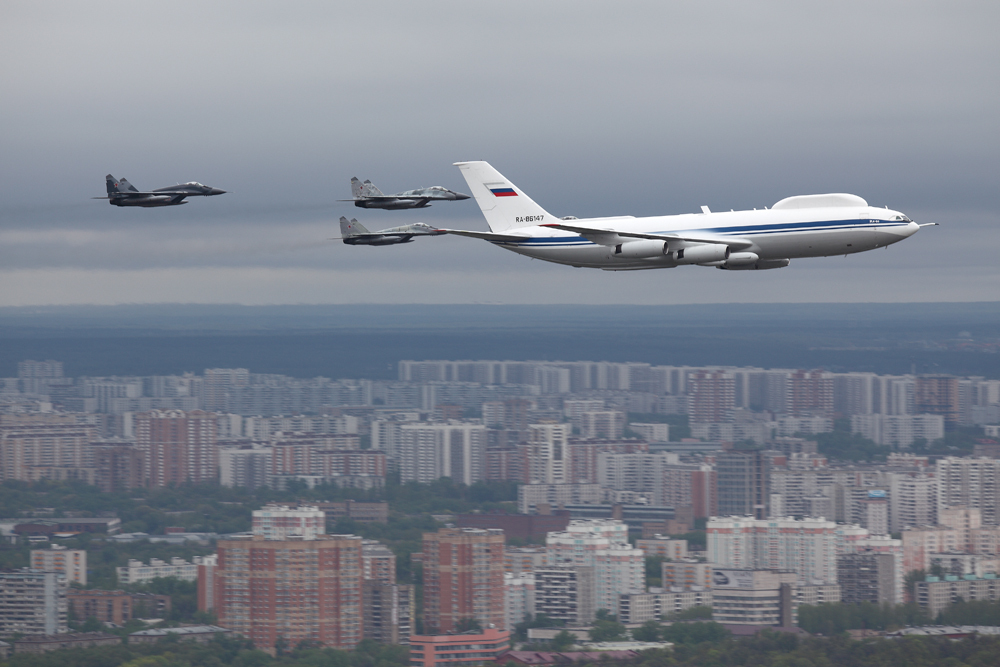
Iljoesjin Il-80

De Iljoesjin Il-80 (Russisch: Ильюшин Ил-80) (NAVO-codenaam: Maxdome) is een Russische vliegende commandopost, vergelijkbaar met de Amerikaanse Boeing E-4B. De Il-80 is bedoeld als commandopost voor personen als de Russische president in geval van een kernoorlog.
De Il-80 is een aangepaste versie van het Iljoesjin Il-86-verkeersvliegtuig. De aanpassingen bestaan onder andere uit het verwijderen van alle ramen behalve die in de cockpit, het plaatsen van een kap boven op de romp waaronder zich waarschijnlijk satellietcommunicatieapparatuur bevindt en het aanbrengen van een VLF-antenne langs de zijkanten van de romp.
De Il-80 heeft waarschijnlijk in 1985 voor het eerst gevlogen en is voor het eerst door westerse waarnemers gezien in 1992.